# La Croix-aux-Mines
La Croix-aux-Mines [la kʁwa o min] ist eine französische Gemeinde mit 456 Einwohnern (Stand 1. Januar 2022) im Département Vosges in der Region Grand Est. Sie gehört zum Arrondissement Saint-Dié-des-Vosges und zum Gemeindeverband Saint-Dié-des-Vosges.

## Geografie
Die Gemeinde La Croix-aux-Mines liegt in den Vogesen, im Tal der Morte. Sie ist etwa 15 Kilometer von Saint-Dié-des-Vosges, der Hauptstadt (chef-lieu) des gleichnamigen Arrondissements, entfernt. Die östliche Gemeindegrenze verläuft auf dem Vogesenkamm und bildet die Grenze zum Département Haut-Rhin. Die Morte fließt durch das Gemeindegebiet von der Quelle am 1005 m hohen Col du Pré de Raves im Südosten nach Westen und nimmt dabei mehrere kleine Gebirgsbäche auf, zu denen auch der Ruisseau de Scarupt gehört, dessen fünf Kilometer langes Tal den Osten des Gemeindegebietes einnimmt. Die höchste Erhebung im Gemeindebereich von La Croix-aux-Mines ist der 1130 m hohe Rossberg (le Rossberg) an der Grenze zum Elsass. Der „Hausberg“ der Gemeinde ist der westlich von La Croix gelegene 734 m hohe Tête de la Behouille.

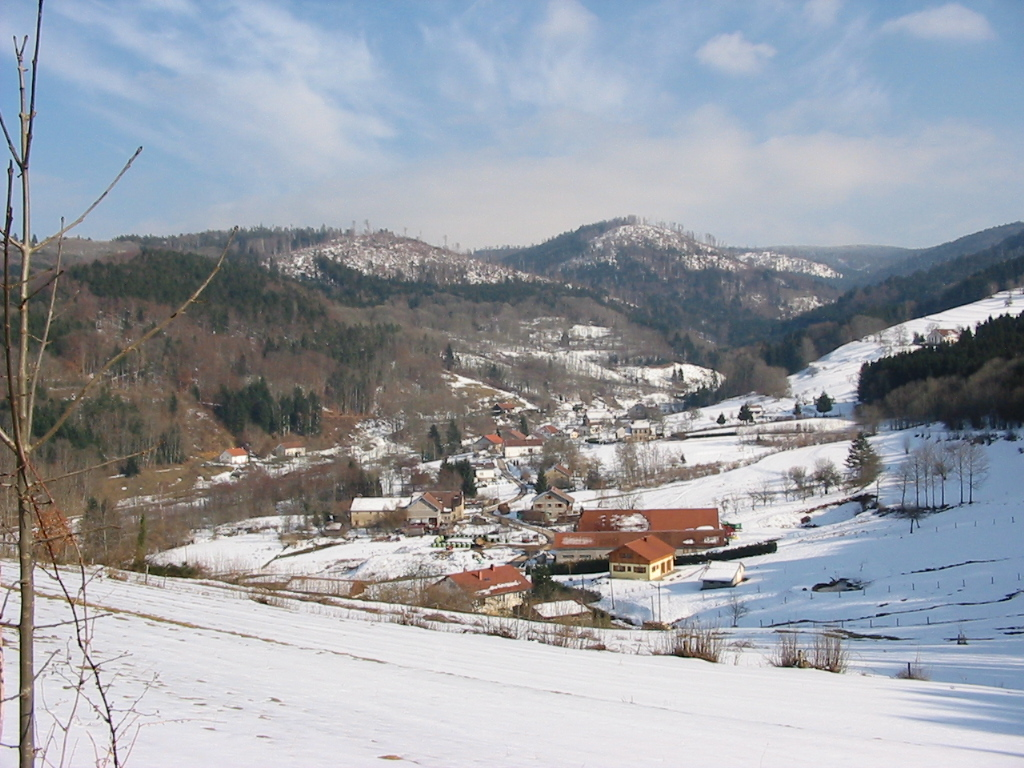
Ortsteil Le Chipal im Winter

Das Gebiet der Gemeinde La Croix-aux-Mines ist Teil des Regionalen Naturparks Ballons des Vosges (Parc Naturel Régional des Ballons des Vosges).
Das 16,8 km² große Gemeindegebiet La Croix-aux-Mines besteht zu fast drei Vierteln aus Wäldern (Forêt Domaniale de la Croix-aux-Mines), die bis an die Kammlinie der Vogesen reichen. In den tiefer gelegenen Gebieten herrscht Weideland vor, ein wirtschaftlicher Ackerbau ist aufgrund der Höhenlage nur eingeschränkt möglich.
Zu La Croix-aux-Mines gehört der Ortsteil und Wintersport-Standort Le Chipal. 
Nachbargemeinden von La Croix-aux-Mines sind Ban-de-Laveline im Norden, Sainte-Marie-aux-Mines und Le Bonhomme im Osten, Fraize im Süden, Mandray im Westen sowie Entre-deux-Eaux und Coinches im Nordwesten.

## Geschichte
Der Name La Croix (Das Kreuz) ist für das Jahr 1471 belegt, der Namenszusatz -aux-Mines ist seit 1611 gebräuchlich.
Seit der Ankunft des Deodatus, Bischof von Nevers, und anderer Einsiedler im oberen Meurthetal wurden zahlreiche Wegkreuze errichtet. An einem dieser Kreuze entstand wahrscheinlich das Dorf La Croix.
Ab dem 10. Jahrhundert ist der Bergbau im Ort bezeugt. Anfangs wurden Silber-, Kupfer und Quecksilberminen von den nahen Klöstern in Moyenmoutier und Saint-Dié angelegt und betrieben. Die drei wichtigsten Minen hießen Saint-Nicolas, Saint-Jean und Chipal. Um 1670 waren die Ressourcen erschöpft und der Bergbau wurde allmählich eingestellt.
La Croix wuchs während der Bergbauperiode und erstreckte sich nach Norden in das Gebiet des Bannes von Laveline, der zur Vogtei Saint-Die gehörte. Die im 18. Jahrhundert errichtete Dorfkirche St. Nikolaus (Église Saint-Nicolas) war anfangs noch eine Filiale der Kirche Mariä Himmelfahrt in Laveline.

### Bevölkerungsentwicklung
In der Mitte des 19. Jahrhunderts hatte La Croix noch mehr als 1500 Bewohner. Nach drei Kriegen und dem Niedergang der Textilindustrie in der Umgebung sank die Bevölkerungszahl unter 800.
| Jahr      | 1962 | 1968 | 1975 | 1982 | 1990 | 1999 | 2010 | 2021 |
| Einwohner | 726  | 696  | 738  | 591  | 569  | 575  | 547  | 468  |

Im Jahr 1876 wurde mit 1774 Bewohnern die bisher höchste Einwohnerzahl ermittelt. Die Zahlen basieren auf den Daten von cassini.ehess und INSEE.

## Sehenswürdigkeiten
- Kirche Saint-Nicolas, erbaut im 18. Jahrhundert
- Kapelle Saint-Marc im Ortsteil Le Chipal aus dem Jahr 1762, Monument historique[4]
- Wanderweg zur Montangeschichte mit zahlreichen Schautafeln, der u. a. ehemalige Stolleneingänge miteinander verbindet

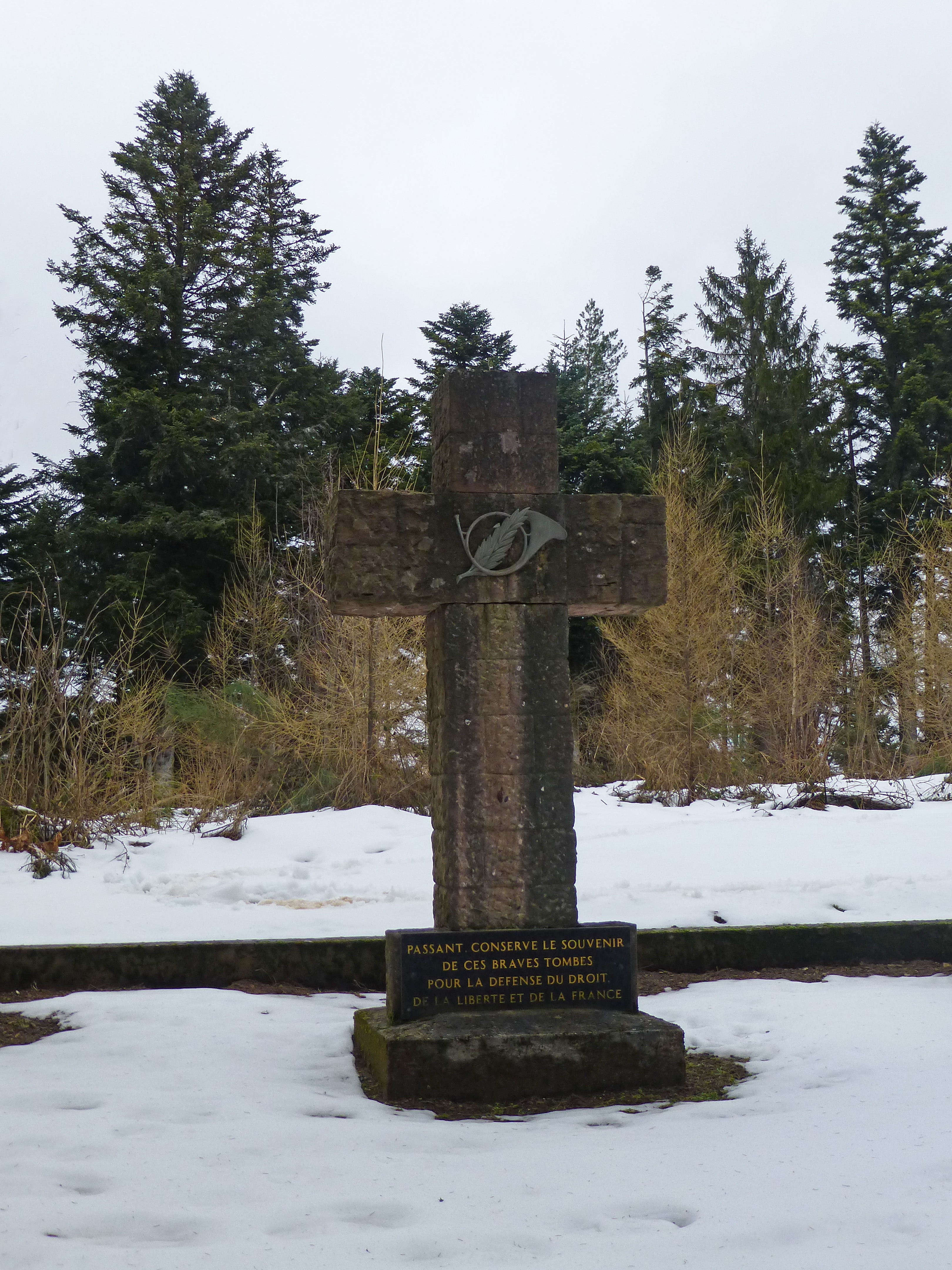
Gipfelkreuz des Tête de la Behouille
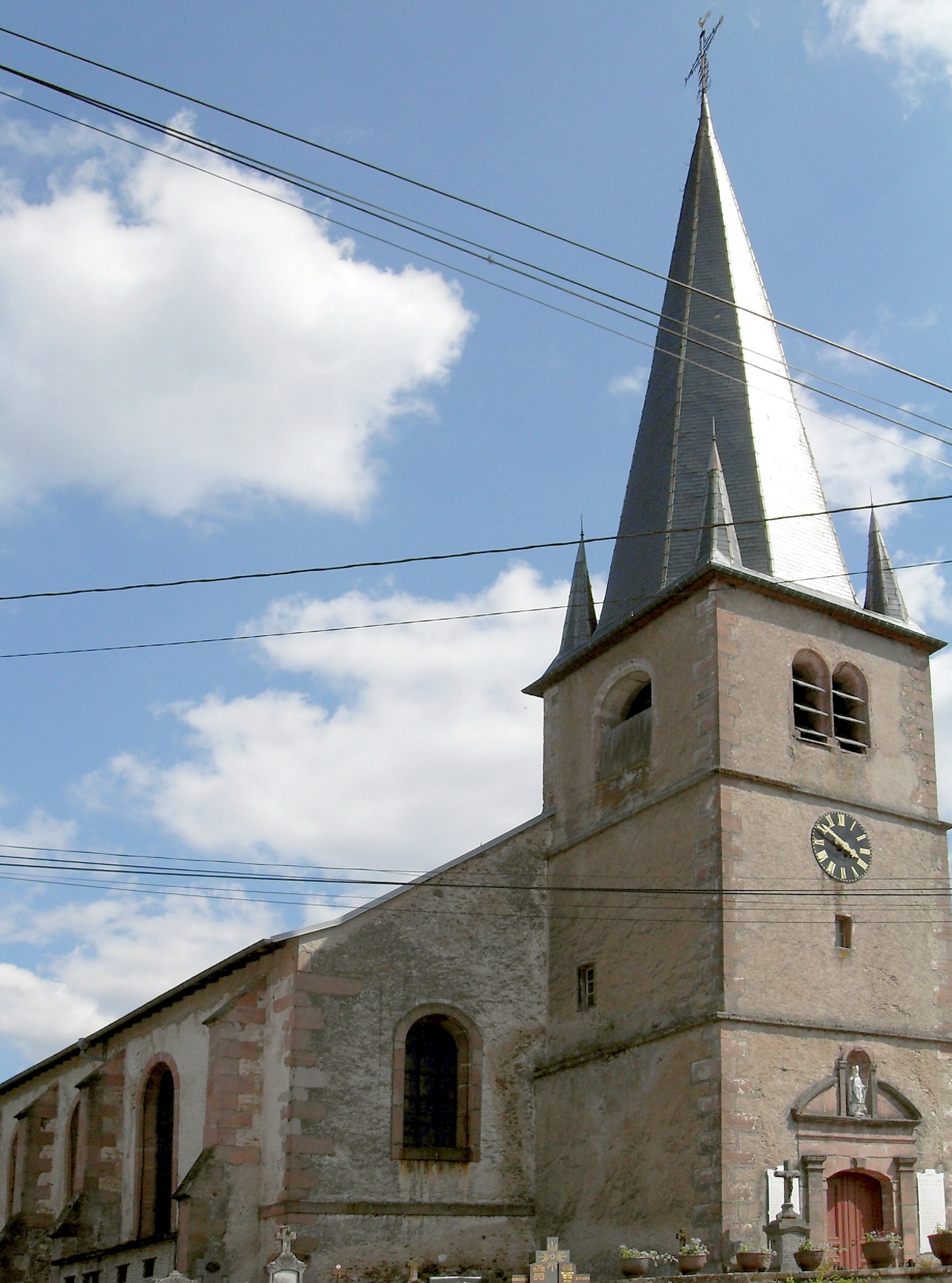
Kirche Saint-Nicolas
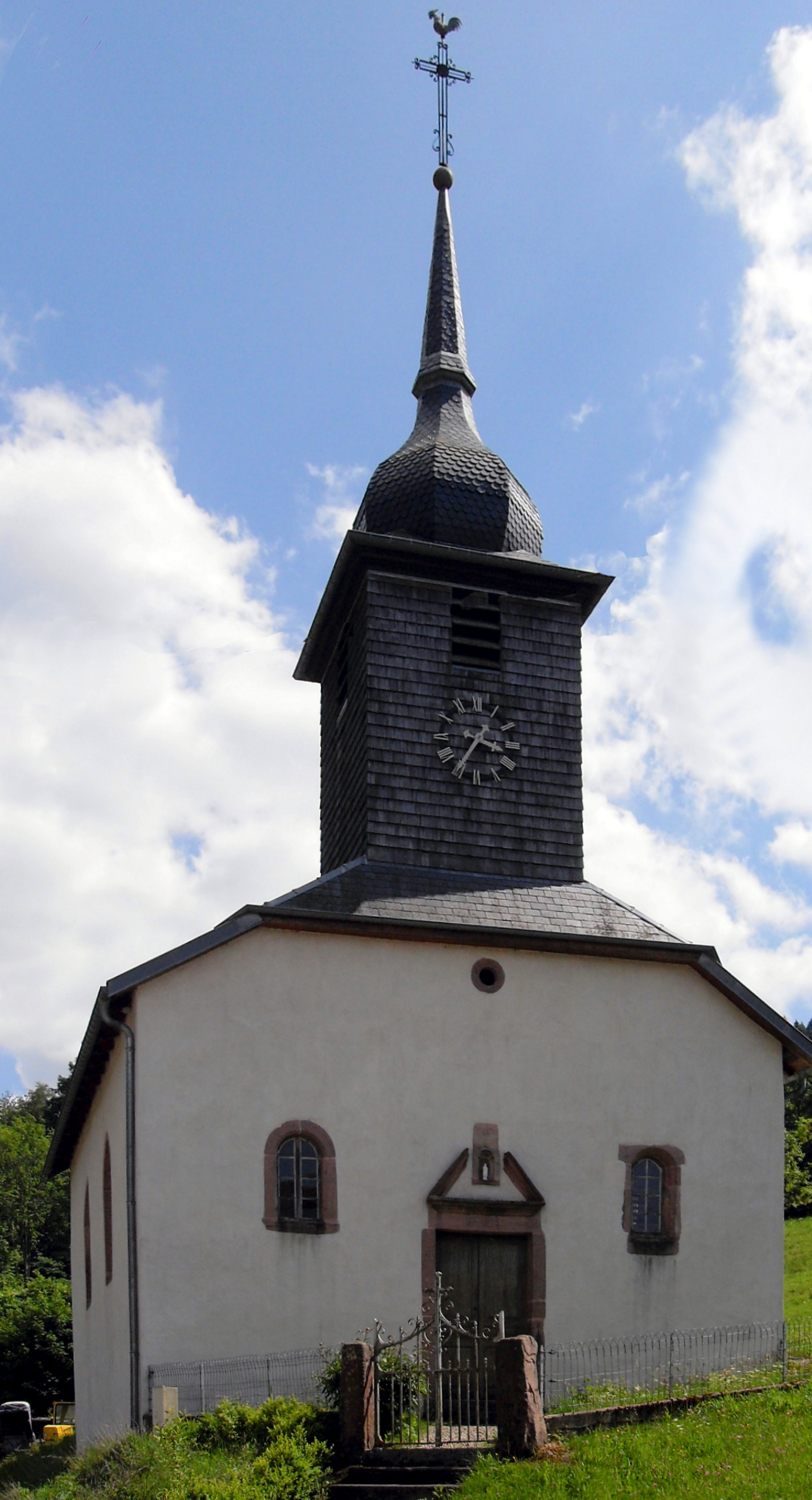
Kapelle Saint-Marc du Chipal

## Wirtschaft und Infrastruktur
Die Landwirtschaft spielt im oberen Meurthetal heute nur noch eine untergeordnete Rolle. In der Gemeinde sind zwölf Landwirtschaftsbetriebe ansässig (Getreide-, Kartoffel- und Gemüseanbau, Imkerei, Milchwirtschaft, Zucht von Rindern, Schafen und Ziegen). Nennenswert ist die Käseherstellung und das Brennen von Obstschnäpsen (Eau de vie). Durch den Waldreichtum in den oberen Vogesen hat die Forstwirtschaft eine lange Tradition. Zahlreiche Ferienhäuser und Pensionen unterstreichen die wachsende Bedeutung des Tourismus in La Croix-aux-Mines.

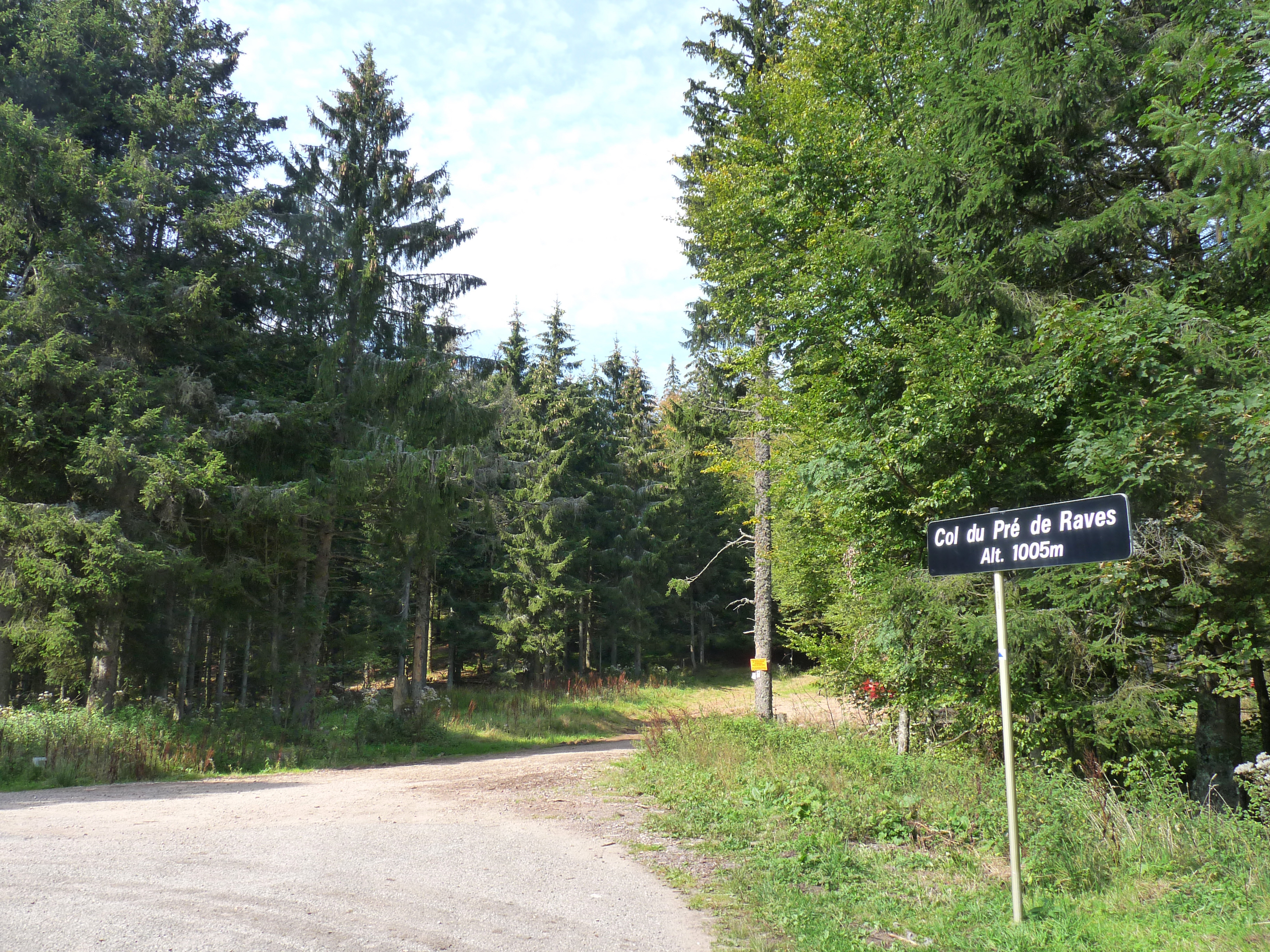
Col du Pré de Raves

La Croix liegt an der Fernstraße D 23 von Fraize nach Raves, die eine Spange zwischen den Vogesenpässen Col du Bonhomme und Col de Sainte-Marie bildet. Auf dem Gemeindegebiet von La Croix-aux-Mines liegt der 1005 m hohe Col du Pré de Raves, der über den Vogesenkamm in die elsässischen Täler von Lièpvrette und Fecht führt. Dieser Pass ist bei Rad- und Motorradfahrern sehr beliebt; das Teilstück gilt als nördliche Fortsetzung der Route des Crêtes.

## Belege
1. ↑  Geschichte auf www.vosges-archives.com. (pdf) Ehemals im Original (nicht mehr online verfügbar); abgerufen am 23. April 2014 (französisch). (Seite nicht mehr abrufbar. Suche in Webarchiven)  Info: Der Link wurde automatisch als defekt markiert. Bitte prüfe den Link gemäß Anleitung und entferne dann diesen Hinweis.
2. ↑  La Croix-aux-Mines auf cassini.ehess
3. ↑  La Croix-aux-Mines auf INSEE
4. ↑  Eintrag Nr. PA00125543 in der Base Mérimée des französischen Kulturministeriums (französisch), abgerufen am 23. April 2014
5. ↑  Landwirtschaftsbetriebe auf annuaire-mairie.fr (französisch)